# Bill Martin
William Martin, detto Bill (Washington, 16 agosto 1962), è un ex cestista statunitense, professionista nella NBA e in Italia.

## Carriera
È stato selezionato dagli Indiana Pacers al secondo giro del Draft NBA 1985 (26ª scelta assoluta).

## Palmarès

### Squadra
- Campione NCAA: 1

1984
- Campionato italiano: 1

Olimpia Milano: 1988-89

### Individuale
- All-CBA Second Team (1987)
- CBA All-Defensive Second Team (1987)